# Nikefor (cezar)
Nikefor (grec. Νικηφόρος) – syn cesarza Konstantyna V i jego trzeciej żony Eudokii Melisseny, cezar. 

## Życiorys
Nikefor urodził się ok. 756/758 jako trzeci syn cesarza Konstantyna V. W 769 został mianowany cezarem razem ze swoim starszym bratem Krzysztofem. Po śmierci ojca w 775 na tron wstąpił jego przyrodni brat Leon IV Chazar (775–780). Doszło wtedy do konfliktu braci. Leon IV Chazar nakazał dokonać konfiskaty dużej ilości złota należącego do dzieci Eudokii Melisseny i rozdał je armii i mieszkańcom Konstantynopola. Wiosną 776 odkryto spisek na czele z Niceforem obejmujący szereg dworzan. Nikefor został w rezultacie pozbawiony tytułu cezara, zaś osoby zaangażowane w spisek zesłana na Chersonez na Krymie. Po śmierci Leona IV władzę przejęła cesarzowa Irena rządząca w imieniu swojego syna Konstantyna VI. Nicefor i jego bracia ponownie zaangażowali się w spisek przeciw władzy. Po roku 792 nie ma żadnych wzmianek o nim w źródłach. Jego bracia są wspomniani jeszcze w 812 roku, gdy ponownie próbowano ogłosić jednego z nich cesarzem przez zrewoltowanych żołnierzy. Cesarz Michał I Rangabe zesłał ich wtedy na Wyspy Książęce.